# قناة آسيا الفضائية
قناة آسيا الفضائية (بالإنجليزية: Asia Network Television) تسمى أحياناً آسيا TV هي قناة تلفزيونية فضائية عراقية أسسها آراس حبيب كريم في عام 2012، تبث في العراق ومقرها في بغداد وتم تنصيب الإعلامي والصحفي غزوان جاسم كمدير تنفيذي للقناة في 20 سبتمبر 2018 بدلاً من أحمد حبيب. لغاية 2019. وحاليا يترأسها ثائر جياد الحسناوي.

## البرامج
- فلاش باك
- ستوديو الأطباء
- حراير
- زهكتونة
- حلقة وصل
- شكو ماكو
- شباب وبس
- نقطة الصفر
- أحلى صباح يا عراق
- ويه الناس
- صوت الملاعب